# Bomarton
Bomarton (/ˈboʊmərtən/ BOH-mər-tən) est une ville fantôme située dans le Comté de Baylor, au Texas, aux États-Unis. C'est un Secteur non constitué en municipalité situé à l'intersection de la U.S. Route 277 et de la Farm to Market Road 1152 (en), à 11 miles au sud-ouest de Seymour le siège du comté. Elle fut fondée par W. T. Bomar, personnage dont on sait peu de chose sinon qu'il fut l'un des premiers résidents de la région. La population de Bomarton a culminé à 600 habitants au début du XXe siècle. Il y avait moins de 100 résidents au recensement de 2000, et c'est actuellement une ville fantôme.